# Stadttheater (Gliwice)

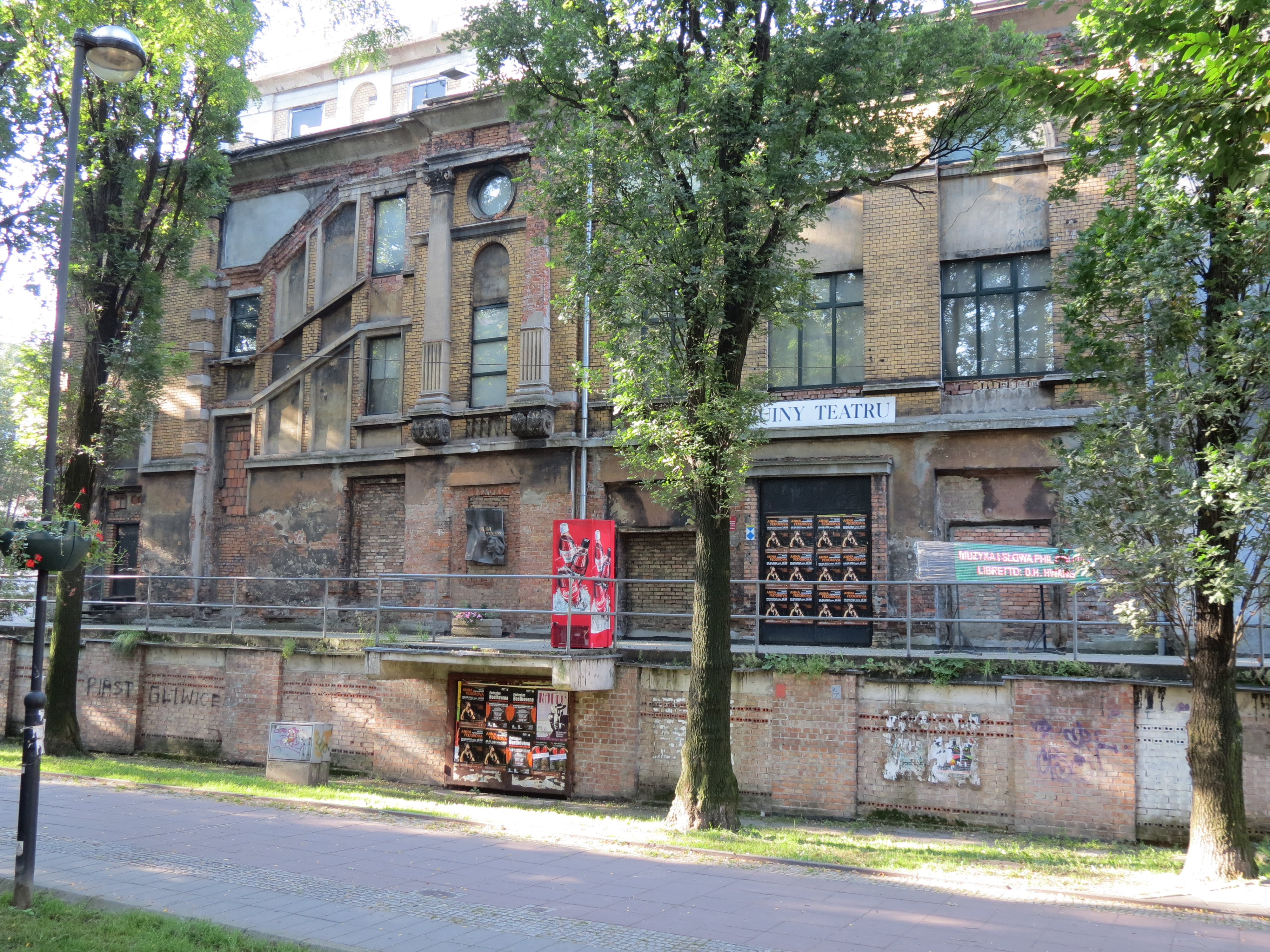
Die Ruine des Stadttheaters

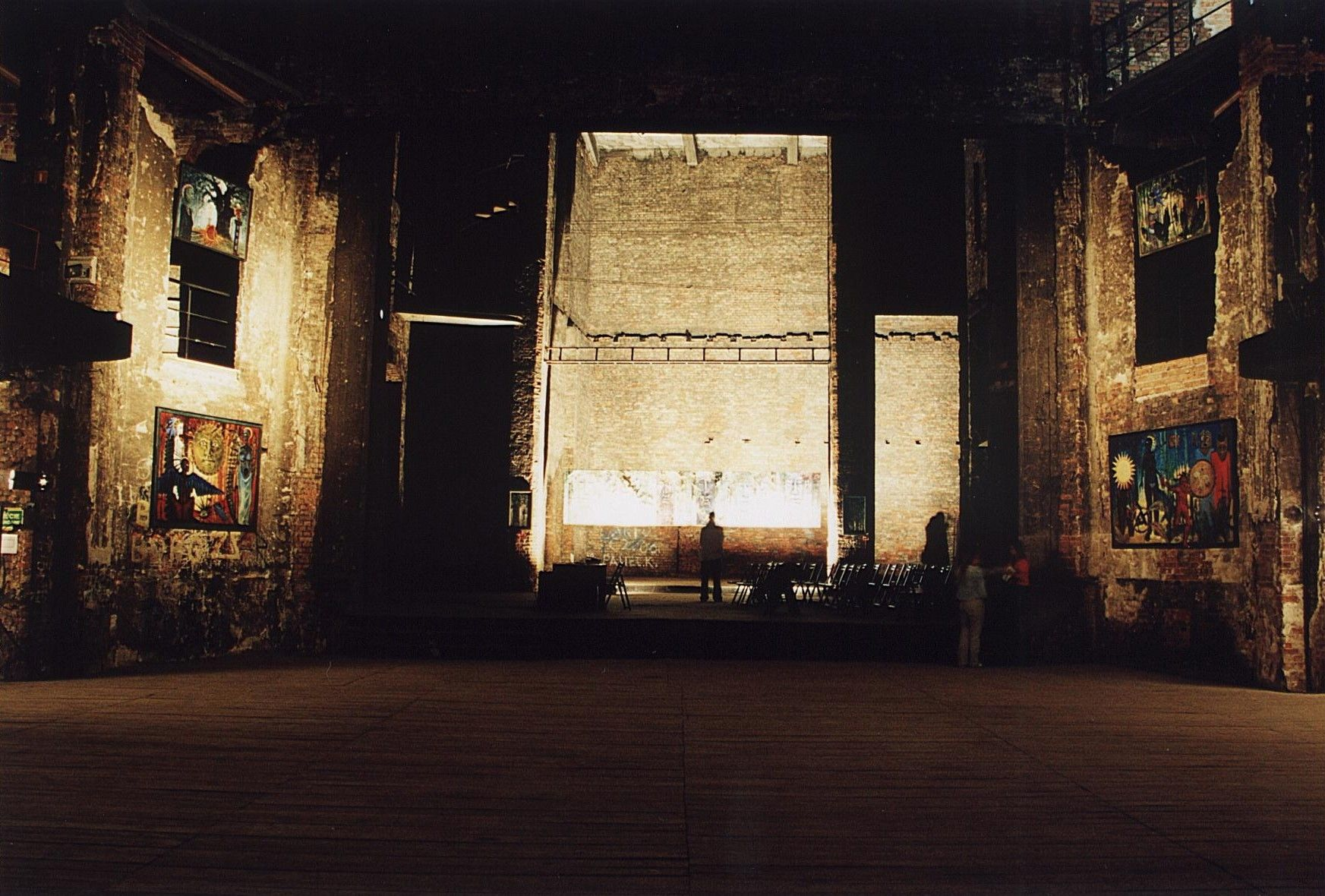
Innenansicht

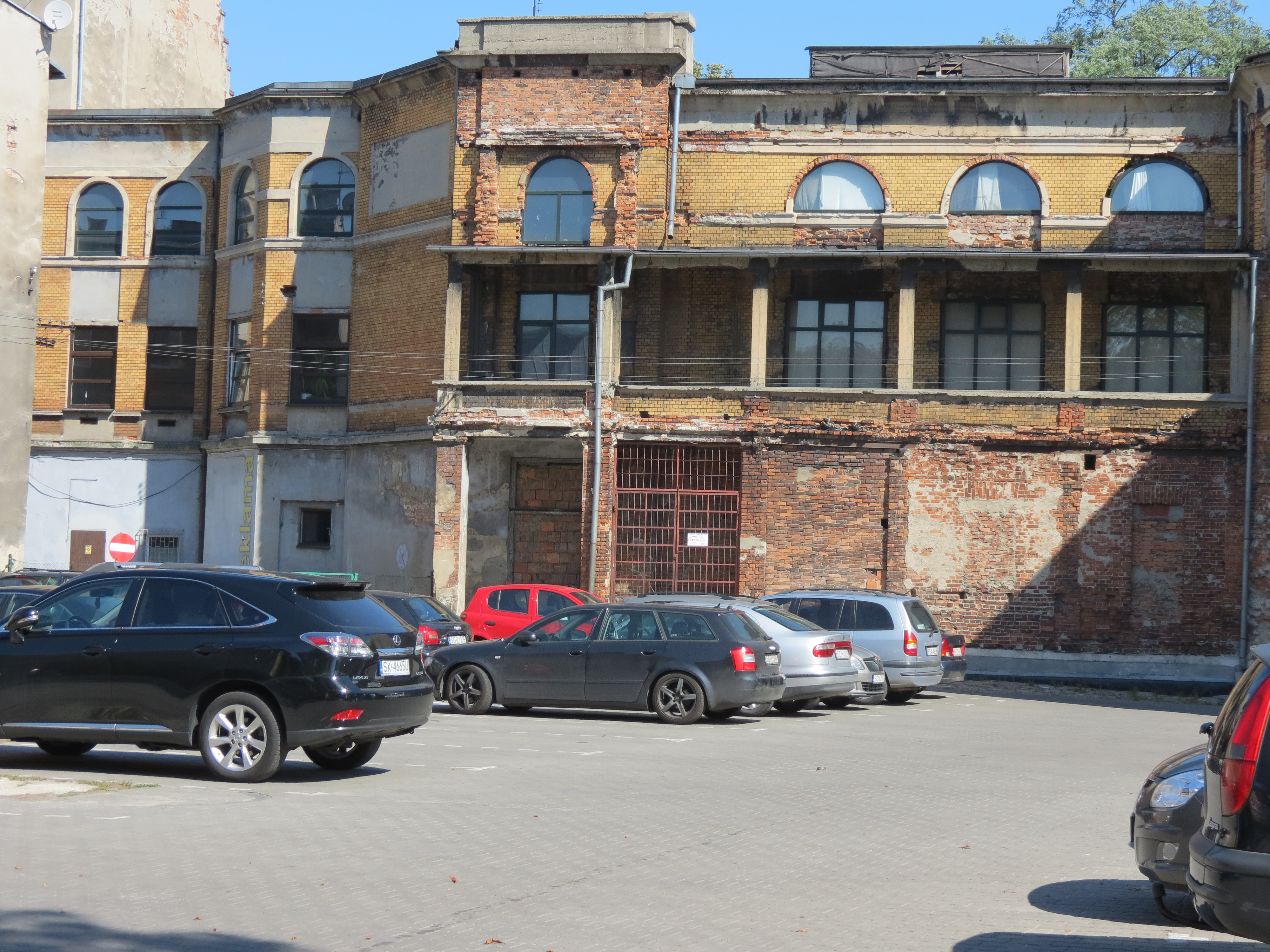
Ansicht von Westen

Das Stadttheater Gleiwitz war eine erst private und später städtische Bühne im oberschlesischen Gleiwitz. Eröffnet wurde es 1899 als Teil des Etablissements „Victoria“, später wurde es als Stadttheater eines der größten Theater in Oberschlesien. Seit 1945 ist das Haus eine Ruine und blieb über Jahrzehnte ungenutzt. Seit den 1990er Jahren finden in der Ruine vereinzelte Veranstaltungen statt, und es gibt Bestrebungen für einen Wiederaufbau. Die Ruine befindet sich an der Aleja Przyjaźni 18 in der Innenstadt von Gliwice.

## Geschichte
Theateraufführungen in Gleiwitz sind für 1809, 1810 und 1819 belegt, auch für 1827. Ab April 1829 fand im Deutschen Hof eine Spielserie der Truppe von Franz Bonnot statt. Das Victoriatheater wurde 1899 als Teil des Victoria-Komplexes an der Wilhelmstraße (heute Ulica Zwycięstwa), eines großen privaten Kultur- und Unterhaltungszentrums mit Hotel, Restaurants und Läden, eröffnet, das von der Victoria-Gesellschaft errichtet wurde. Den Bau führte das Baugeschäft Zimmermann & Wacha aus. Das Grundstück gehörte Julius Leppich, der auch Teilhaber der Victoria-Gesellschaft war. Weil das Theater Teil eines größeren Gebäudekomplexes war und an dessen Hinterhof lag, hatte es keine im Stadtbild wirksame Fassade.
Das Theater wurde 1890 mit einem Gastspiel des Stadttheaters Ratibor eröffnet. Umbauten fanden von 1897 bis 1899 statt. 1910 oder 1912 wurde die Logenzahl erhöht, 1916 oder 1918 wurde der Orchestergraben tiefergelegt und ein eiserner Vorhang eingebaut. 1914 übernahm die Stadt Gleiwitz das Gebäude und beteiligte sich finanziell am Bühnenbetrieb.
Bis September 1924 wurde das Theater zur Nutzung durch das Oberschlesische Dreistädtetheater Gleiwitz-Beuthen-Hindenburg umgebaut. Den Bühnenvorhang ließ man durch Schönwälderinnen nähen, die für ihre „Schönwälder Stickereien“ bekannt waren. Beim Umbau wurde eine Freitreppe mit neuem Haupteingang und Windfang angebaut sowie ein Foyer eingebaut.
Im Jahr 1944 wurde die Eröffnung der nächsten Saison erwartet, kriegsbedingt fand jedoch in Deutschland kein Theaterbetrieb mehr statt. Beim Einmarsch der Roten Armee am 24. Januar 1945 wurde das Innere des Theaters in Brand gesteckt, und die Brandruine wurde anschließend nicht wiederaufgebaut. Zwischenzeitlich wurde sie als Lagerhalle genutzt. Auf Initiative von Ewa Strzelczyk (1961–1998), der Leiterin des Städtischen Kulturzentrums, wurde 1994 die Stiftung für den Wiederaufbau des Stadttheaters gegründet. Ab 1996 wurde das Theater wieder für Veranstaltungen genutzt, der ruinöse Zustand wurde beibehalten. Seitdem finden hier Konzerte, Tanz, Theater, Musicals und Filmvorführungen statt. Eine bekannte Veranstaltungsreihe ist beispielsweise das „Jazz w Ruinach“.
Sollte zunächst nach dem Willen der Initiatoren und von Befürwortern eines Wiederaufbaus in den Ruinen ein neues Stadttheater eingerichtet werden, wurde schließlich in den 2010er Jahren unabhängig davon ein neues Stadttheater im früheren Musiktheater eingerichtet. Die Veranstaltungen in der Stadttheaterruine wurden unter die Leitung des neuen Stadttheaters gestellt.

## Bauwerk
Der Theaterbau entstand durch sukzessiven Ausbau eines Saalbaus auf dem Grundstück Wilhelmstraße 28. Hier hatte die Victoria-Gesellschaft zwischen der Wilhelmstraße und dem tiefergelegenen Promenadenweg (später „An der Wilden Klodnitz“) einen fünfgeschossigen Prachtbau errichtet, u. a. mit Läden, Café und öffentlichem Bad. Der zweigeschossige Theaterbau war als Anbau im hinteren Teil angelegt. Das Obergeschoss war aufwändig mit hohen Rundbogenfenstern zwischen Wandpfeilern und Pilastern gegliedert.
Beim Zuschauerraum handelte es sich um eine Zweiranganlage mit Logen. Weil die konstruktive Grundform des Saals und seiner Rangarchitektur über einem gestelzten Halbkreis unabänderlich war, beschränkten sich die späteren Umbauten auf die innenarchitektonische Gestaltung. Auffällig ist die Diskrepanz zwischen aufwändigen Details wie Gusseisensäulen und Stukkierung der Rangbrüstungen und der schlichten Gestaltung des Schauraums. Bei den Umbaumaßnahmen von 1924 wurde jedoch auch die Verbindung mit dem Vorderhaus herausgenommen und dem Bau durch Schaffung eigener Eingänge größtmögliche Selbstständigkeit gegeben.

## Kulturzentrum Victoria
Am 1. Dezember 2021 wurde das neue städtische Kulturzentrum „Victoria“ gegründet, das seinen Sitz in der Stadttheaterruine hat. Die Stadttheaterruine selbst hingegen gehört nicht zum neuen Kulturzentrum, da es weiterhin vom Stadttheater Gliwice geleitet wird. In diesem Zuge wurde auch das städtische Jugendkulturhaus aufgelöst. Mit dem neuen Kulturzentrum sollen neue kulturelle Orte und Veranstaltungen geschaffen werden sowie der Wiederaufbau der Stadttheaterruine umgesetzt werden.

## Persönlichkeiten
- Georg Polomski (1920–2020), Verleger und Schriftsteller (Pseudonym Georg Polo), von 1943 bis 1945 am Oberschlesischen Schauspiel als Theaterleiter und Regisseur sowie als Schauspieler (jugendlicher Charakterdarsteller) tätig[4]
- Johannes Schüler (1894–1966), 2. Kapellmeister 1920–1922[5]
- Therese Giehse, Schauspielerin[6]
- Philipp Wenning, Intendant und Oberspielleiter 1936–1938[7]
- Hannes R. Zinder, Schauspieler am Oberschlesischen Schauspielhaus 1943–1944